# Lara's Theme
"Lara's Theme" is het leidmotief van de film Dr. Zhivago. Het werd in 1965 door Maurice Jarre gecomponeerd op aanvraag van de regisseur van de film David Lean.

## Hoe het tot stand kwam
Terwijl Maurice Jarre aan de soundtrack voor de film werkte, vroeg David Lean hem nog een extra muziekstuk te schrijven voor het personage Lara, dat gespeeld werd door Julie Christie. Na een aantal mislukte pogingen stelde David Maurice voor om een reisje naar de bergen te maken samen met zijn vriendin, en daar een muziekstuk voor hààr te schrijven. "Het resultaat hiervan is Lara's Theme", zegt Maurice.
Na het uitbrengen van de film werd het nummer wereldwijd een groot succes en kaapte dan ook op vele plaatsen de eerste plaats weg in de hitlijsten. En doordat het zo populair is werd het met tekst uitgebracht door Ray Conniff, en later werd het nog vele malen gecoverd door vele beroemde zangers en zangeressen.